# Une histoire d'eau
Une histoire d'eau é um filme francês de curta-metragem de 1958, dirigido pelos diretores e críticos de cinema Jean-Luc Godard e François Truffaut.

## Sinopse
Uma jovem narra sua aventura de tentar ir a Paris em meio a uma tempestade, que pouco a pouco vai inundando vilas e caminhos possíveis.
Um jovem lhe oferece carona e ambos seguem por caminhos bloqueados pela água. Param por alguns momentos e logo encontram seu próprio caminho a Paris. Ao chegarem, a jovem tem certeza de que passará a noite com ele assim que olha a Torre Eiffel.

## Elenco
- Jean-Claude Brialy - O jovem
- Caroline Dim - A jovem
- Jean-Luc Godard - Narrador